# Virgen del Carmen de Peña Blanca

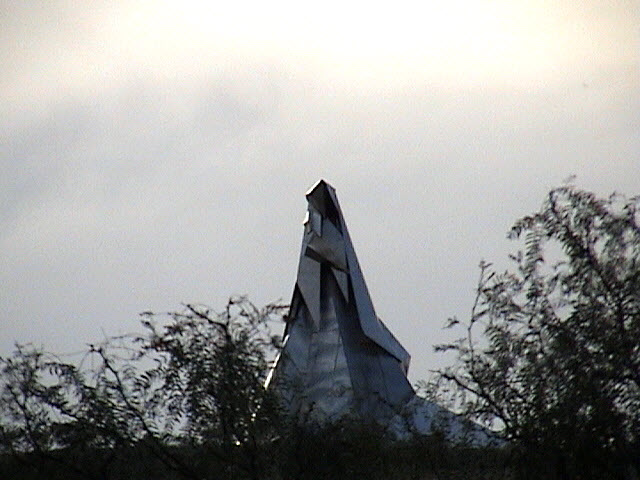
Escultura monumental del arquitecto José Arturo Martínez Lazo elaborada con lámina de acero inoxidable. Se le conoce también como Nuestra Señora del Campo y como la Virgen del Cerrito.

La Virgen del Carmen de Peña Blanca es una escultura que se encuentra en el poblado de Flores Magón en el estado de Chihuahua en México. Está fabricada con lámina de acero inoxidable, su altura total es de quince metros, tres metros correspondientes a la base en forma de estrella y doce correspondientes a la imagen de la Virgen.
La obra fue realizada por el arquitecto mexicano José Arturo Martínez Lazo, por encargo de la diócesis de Casas Grandes y el municipio de Buenaventura en una pequeña elevación próxima a las huertas de nogal de la población de Flores Magón, original Hacienda del Carmen de Peña Blanca, en el municipio de Buenaventura del estado de Chihuahua.

## Iconografía
Advocación: Virgen del Carmen, devoción del Carmelo, imagen concerniente al devocionario de san Simón y la rosa mística de la letanías marianas. 
La imagen desde la antigüedad acogía espiritualmente a los pastores, a los agricultores y a los peregrinos, creyentes y no creyentes. Con vocación materna la escultura, revela en sí la monumental presencia de la mujer en la historia y la existencia.
Porte: Joven contemplativa cuyos brazos son su Niño, la altura de doce metros es un referente de los doce apóstoles. Niño y Señora se rehúnden en la mirada como expresión de la madre amable y el pueblo. El Niño a su vez simboliza el Arca de la Alianza y deja descubierto el corazón de su Madre.
Soporte: Avanza como o sobre una estrella, la estrella de la mañana en la iconografía religiosa. Sus tres metros de altura son una expresión trinitaria, lo mismo que el santuario figurativamente conseguido con el triángulo concerniente a una  representación geométrica perfecta e indeformable. 
Descripción: Con terso manto y tranquilo paso, la Virgen avanza sencilla y erguida con una altura de quince metros, los pétalos del ropaje caen sobre la estrella y las múltiples facetas de la vestimenta siempre reflejan los haces de luz del sol, la luna y a la vez de los vehículos que transitan por éste cruce de carreteras en las vicisitudes de sus caminos.

## Historia
Según escribió en el periódico Presencia María Eugenia Arriaga—De lejos se vislumbra una mujer en camino y que lleva en brazos a su hijo. De cerca la escultura, de quince metros aproximadamente, deja ver a la Virgen María que acoge a propios y extraños entre el desierto del Noroeste de Chihuahua… quiso quedarse cerca del poblado donde los devotos acuden a venerarla. La Virgen de Nuestra Señora del Carmen de la Peña Blanca o Nuestra Señora del Monte, como la nombraron, fue bendecida el pasado 25 de noviembre.— 

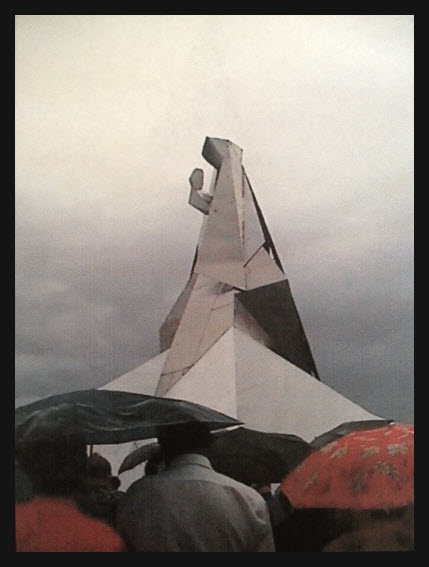
Virgen del Carmen de Peña Blanca, Arq. José Arturo Martínez Lazo. Fuerte precipitación en la festividad del 16 de julio.

## Anécdota
A los pies del Cerrito de la Virgen se extienden las nogaleras que dan vida a la población. Una tradicional devoción popular que data del siglo XIX o aún antes, habla de la Virgen del Carmen, cuya imagen se hacía presente en el lugar en que se encontraba la peña blanca de la antigua hacienda, hoy con un adoratorio no lejos del enclave.
Más de una década con severas sequías regionales desde finales del siglo XX, concluyeron el día de la colocación de la primera piedra, con una ligera llovizna que continuó hasta ser contenida por una fuerte precipitación el 16 de julio, festividad de la Virgen del Carmen y día en que se celebró la solemne bendición, la cual transcurrió y concluyó con un fuerte chubasco intermitente hasta días después de la ceremonia.